# ويلفريد هدسون أوزغود
ويلفريد هدسون أوزغود (بالإنجليزية: Wilfred Hudson Osgood)‏ عالم أمريكي اختص في دراسة علم الحيوان، ولد في 8 ديسمبر، 1875 وتوفي 20 يونيو 1947.